# 想い出のG.S.九十九里浜
『想い出のG.S.九十九里浜』（おもいでのジーエスくじゅうくりはま）は、Mi-Keの1作目のオリジナル・アルバム。1991年4月13日にD.O.G. HOUSEから発売された。

## 解説
- Mi-Keの1枚目のオリジナル・アルバム。
- デビュー曲『想い出の九十九里浜』が1960年代に流行したグループ・サウンズの『想い出の渚』（ザ・ワイルドワンズ）のオマージュということから、本作ではグループ・サウンズの楽曲のカバーが9曲収録され、原曲を歌唱していたグループのメンバーがゲストでボーカルやセリフなどで参加している。

## 収録曲
1. 想い出の九十九里浜
  - Mi-Keの1枚目のシングル。
2. スワンの涙
  - Mi-Keの2枚目のシングルで本作発売後にリカットされた「好きさ好きさ好きさ」とのダブルタイトルチューン。
  - 1968年に発売されたオックスのカバーで、元メンバー・真木ひでとがセリフと歌で参加している。
3. 好きさ好きさ好きさ
  - Mi-Keの2枚目のシングルで本作発売後にリカットされた「スワンの涙」とのダブルタイトルチューン。
  - 原曲は1965年に発売されたゾンビーズの英語詞だが、1967年に発売されたザ・カーナビーツ版の日本語詞をカバーしている。
  - ザ・カーナビーツの元メンバー・アイ高野が参加している。
4. エメラルドの伝説
  - 1968年に発売されたザ・テンプターズのカバー。
5. 想い出の渚
  - 1966年に発売されたザ・ワイルドワンズのカバーで、現メンバー・鳥塚しげきが参加している。
6. 落葉の物語
  - 1968年に発売されたザ・タイガースのカバーで、元メンバー・加橋かつみ/森本太郎が参加している。
7. 君にあいたい
  - 1967年に発売されたザ・ジャガーズのカバーで、元メンバー・岡本信が参加している。
  - 原曲のタイトルは『君に会いたい』だが今作では『君にあいたい』と"あ"が平仮名表記になっている。
8. 亜麻色の髪の乙女
  - 1968年に発売されたヴィレッジ・シンガーズのカバーで、元メンバーの清水道夫が参加している。
9. 長い髪の少女
  - 1968年に発売されたザ・ゴールデン・カップスのカバーで、元メンバーのデイヴ平尾が参加している。
10. あの時君は若かった
  - 1968年に発売されたザ・スパイダースのカバーで、元メンバーのかまやつひろしが参加している。